# Frühlings-Wegwespe
Die Frühlings-Wegwespe (Anoplius viaticus) ist ein Hautflügler aus der Familie der Wegwespen (Pompilidae).

## Merkmale
Die Tiere erreichen eine Körperlänge von 9 bis 14 Millimetern (Weibchen) bzw. 8 bis 11 Millimetern (Männchen). Die ersten drei Tergite des Hinterleibs sind oberseits ziegelrot gefärbt. Man kann die Art gut anhand ihrer basal, zur Mitte hin winkelig zulaufenden schwarzen Binden auf diesen drei Tergiten erkennen. Das Männchen besitzt ein verkürztes letztes Sternit. Das sechste Tergit ist stark beborstet und wird dazu verwendet, Sand für den Nestbau zu bewegen.

## Vorkommen
Die Art kommt in Nordafrika, Europa und östlich bis in den Nahen Osten vor. Sie besiedelt verschiedene trockene Lebensräume mit Sandböden wie Binnendünen, Sandgruben und Sandwege. Die Tiere fliegen in einer Generation von Ende April bis Anfang September. Die Art ist in Mitteleuropa verbreitet anzutreffen.

## Lebensweise
Die Art besitzt eine für Wegwespen außergewöhnliche Generationenfolge. Die Weibchen überwintern als Imagines im Boden und bauen dann ihre Brutzellen bis in den Spätsommer hinein. Sie jagen zunächst ihre Beute, meist Wolfsspinnen, legen diese für längere Zeit ab und beginnen erst dann mit dem Nestbau. Es kann vorkommen, dass andere Weibchen dieser Art versuchen, die abgelegte Spinne zu erbeuten. Nachdem die Beute in einen im Sand gegrabenen Gang gezogen worden ist, wird ein einzelnes Ei darauf gelegt und die Brutzelle verschlossen. Die neue Generation schlüpft sehr bald und entwickelt sich in wenigen Tagen, indem sie die eingelagerte Spinne als Nahrungsquelle nutzt. Nach der Paarungszeit sterben die Männchen bald und die befruchteten Weibchen bereiten sich im Spätsommer auf ihre Überwinterung im Sandboden vor, ohne in diesem Jahr noch neue Brutzellen anzulegen. Erst im nächsten Jahr beginnt der Zyklus von Neuem.
Die Art wird von der Kuckuckswespe Evagetes proximus parasitiert.

## Systematik
Die Frühlings-Wegwespe gehört innerhalb der Unterfamilie Pompilinae zur Tribus Pompilini. Innerhalb der Gattung Anoplius wird sie zur Untergattung Arachnophroctonus gezählt.

## Belege